# Larix sibirica
Larix sibirica és una espècie de conífera de la família Pinaceae molt resistent al fred. És originari de l'oest de Rússia, fins prop de la frontera amb Finlàndia, a l'extrem est s'hibrida amb Larix gmelinii i aquest híbrid es coneix com a Larix × czekanowskii.
Arriba a fer de 20 a 40 m d'alt. Com tots els làrix, les fulles, malgrat ser una conífera, cauen a la tardor i abans de caure agafen un color groc.

## Usos
La seva fusta tarda molt a podrir-se i s'utilitza per a pals. Molts velòdroms estan fets amb fusta de Larix sibirica, com el velòdrom Krylatskoye a Moscú.